# Arma de asedio
| Ilustración de las distintas armas de asedio utilizadas en la Antigua Roma. Rampa Catapulta Muscolo Balista Onagro Tortuga Pluteo Torre con puente levadizo |

Las armas de asedio eran armas que se usaban en la antigüedad para destruir o superar fortalezas, murallas, castillos y fuertes de manera eficaz durante un asedio. 
La maquinaria de asedio permitía ahorrar tiempo y aumentar las posibilidades de éxito en la conquista de la ciudad. Estaba diseñada principalmente para ir sorteando los obstáculos que una fortaleza podía suponer para el ejército atacante.

## Armas de asedio antiguas
De entre la distinta gama de armas de asedio, la primera en aparecer en Europa fue el ariete, seguida de la catapulta, ya en la antigua Grecia. Los espartanos utilizaron arietes en el asedio de Platea en 429 a. C., pero al parecer los griegos limitaron el uso de armas de asedio a la utilización de escaleras para el asalto de la ciudad (probablemente gran parte de la maquinaria, mēchanai, citada por Tucídides se debe incluir en esta categoría), aunque las fuerzas del Peloponeso utilizaron algo parecido a lanzallamas. Recientemente se ha llegado a proponer que el Caballo de Troya no fuese, como se cuenta, un escondite para los atacantes, sino un ariete bastante grande con forma de caballo.
La primera civilización mediterránea en utilizar maquinaria de asedio fue la cartaginesa, que utilizó torres de asedio y arietes contra las colonias griegas de la isla de Sicilia. Estas armas a su vez influenciaron al entonces gobernante de Siracusa, Dionisio I, que desarrolló una serie de máquinas de asedio. 
Los siguientes gobernantes mediterráneos famosos por hacer uso de armas de asedio a gran escala fueron Filipo II de Macedonia y Alejandro Magno. Sus grandes máquinas llevaron a una evolución que terminó desarrollando impresionante maquinaria, como el Helepolis ("tomador de ciudades") de Demetrio Poliorcetes, construido en el 304 a. C.: una torre de 9 plantas, recubierta con hierro, de 40 metros de altura y 21 metros de ancho que pesaba 180 toneladas. Las armas más utilizadas eran los arietes o tortugas, que se movían impulsados de distintas e ingeniosas formas de forma que permitiesen al atacante llegar a las murallas de la ciudad con un cierto grado de seguridad.
Para los asedios en zonas marítimas también se utilizaban máquinas sambykē o sambuca. Se trataba de escaleras gigantes que servían para transportar tropas dentro de las murallas o de ciudades costeras. Normalmente iban montadas en dos o más barcos atados, y algunas tenían escudos en la parte superior para proteger a los escaladores de las flechas. También se utilizaban máquinas con forma de bisagra para atrapar equipamiento enemigo o incluso a soldados del ejército contrario mediante añadidos que probablemente son antecesores del corvus romano, o para dejar caer sobre el enemigo pesos pesados.

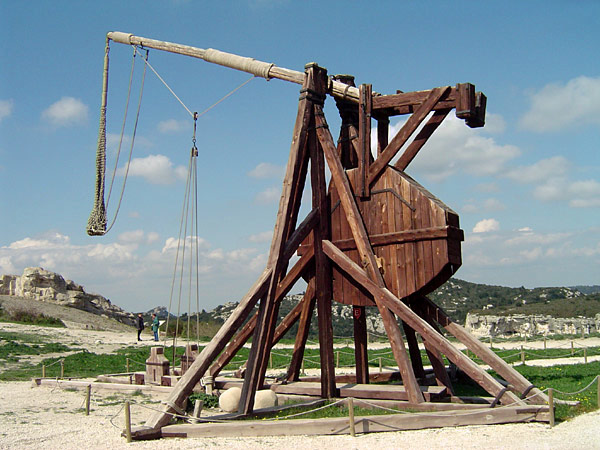
Trabuquete, arma de asedio de la época medieval, que podía lanzar unos dos proyectiles por hora al objetivo.

Los romanos preferían el asalto a las murallas de la ciudad mediante la construcción de rampas de tierra (agger) o simplemente escalando las paredes, como en el asedio a la ciudad samnita de Silvium en el año 306 a. C. Los soldados que trabajaban en las rampas se protegían con escudos denominados vinea, que se colocaban formando un largo corredor. Se usaban escudos de mimbre (plutei) para proteger la entrada frontal al corredor durante su construcción. A veces los romanos utilizaban otra máquina que se parecía a la tortuga griega, llamada musculus ("Pequeño ratón"), para rellenar los fosos, y también se utilizaron arietes a gran escala. Las torres de asedio fueron utilizadas por primera vez por las legiones romanas alrededor del 200 a. C. También emplearon escalas (o escaleras) en los asedios de Cartago Nova y de Orongis. Tito Livio destaca (Historia de Roma desde su fundación XXVIII, 3), sobre este último su inestabildiad y los medios empleados para hacerlas caer, mostrando los oronginos un elevado conocimiento y arsenal para oponerse a ellas.
El primer caso documentado de artillería de asedio antigua fue el gastraphetes, un tipo de lanzador de flechas que se montaban en estructuras de madera. El incremento del tamaño de las máquinas posteriores obligaron a introducir medidas para la carga de los proyectiles, que se habían ido mejorando hasta incluir el lanzamiento de rocas. Luego aparecieron sistemas de torsión, basados en la aplicación de tensión a tendones. El onagro fue la gran invención romana en ese campo.

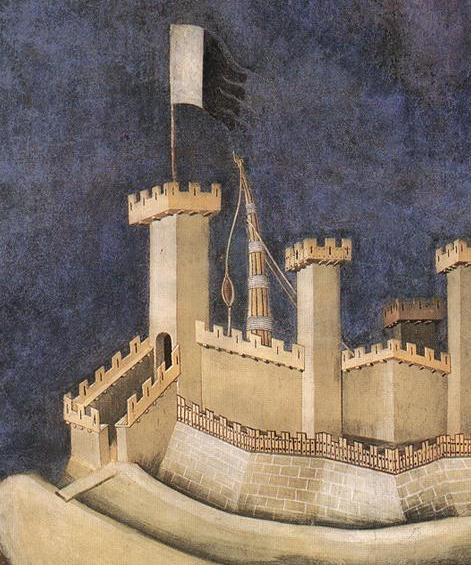
Una máquina de lanzamiento de rocas preparada para defender una puerta, en el fresco Guidoriccio da Fogliano de Simone Martini.

## Armas de asedio medievales
Los diseños medievales incluyen la catapulta, la balista, el trabuquete y el ariete. Estas máquinas utilizaban energía mecánica para lanzar grandes proyectiles para destruir las murallas.
Una confrontación militar típica en el medievo era cuando un ejército sitiaba el castillo del oponente. Si este estaba bien defendido, las opciones se limitaban a establecer un asedio a distancia con la finalidad de rendir la fortaleza por hambre, o a utilizar máquinas de asedio para destruir las defensas fortificadas.
Se utilizaban otras tácticas, como prender fuegos alrededor de las murallas para intentar descomponer el mortero que unía las piedras unas con otras. También en ocasiones se minaban los cimientos con túneles excavados bajo las murallas.
Otras formas más imaginativas implicaban, por ejemplo, catapultar animales muertos por enfermedad o incluso cadáveres humanos dentro de la ciudad, con la finalidad de extender enfermedades que hiciesen más probable la rendición de la misma.

## Armas de asedio modernas
Con la aparición de la pólvora, aparecieron también las armas de fuego como el arcabuz o la bombarda. Más adelante se desarrollaron el cañón y el mortero. Estas armas demostraron ser tan efectivas que las fortificaciones que se habían construido hasta la época (las murallas de las fortalezas), tuvieron que rediseñarse, y a partir de entonces comenzaron a construirse más bajas y gruesas, tal y como ejemplifican los diseños de Vauban.
Durante la Primera Guerra Mundial los alemanes usaron piezas de artillería de gran calibre y alcance como el obús de asedio Gran Berta y el Cañón de París.   
El mayor cañón ferroviario fue utilizado por los alemanes durante la Segunda Guerra Mundial y era el conocido Cañón Dora. Los cañones de mayor alcance que se pretendieron usar en la Segunda Guerra Mundial fueron los poco conocidos cañones V-3 alemanes, que estaban diseñados para disparar proyectiles de 150 mm, y fueron construidos en la costa francesa con la finalidad de destruir Londres. Su construcción se detuvo tras un bombardeo de las fuerzas aliadas utilizando bombas de penetración Tallboy. Todavía se pueden ver hoy en día los restos del emplazamiento de este cañón.
Antes de la primera guerra del Golfo se creía que las fuerzas armadas iraquíes estaban desarrollando un "supercañón" para atacar a Israel, bajo las instrucciones de un ingeniero canadiense llamado Gerald Bull. Se cree que este ingeniero fue asesinado por el servicio secreto israelí (el Mossad).
Las armas de asedio en la actualidad se consideran obsoletas debido a la efectividad de las fuerzas aéreas y bombardeos aire-tierra, así como de los misiles de crucero, que han hecho que las fortificaciones defensivas hayan quedado obsoletas. El único tipo de defensa estática actualmente efectivo son los búnkeres a gran profundidad utilizados para el mando militar. Incluso en estos casos existen dudas sobre su utilidad, dado que cada vez ganan mayor terreno el mando descentralizado y el uso de los centros de mando móviles.